# Francisco Narváez

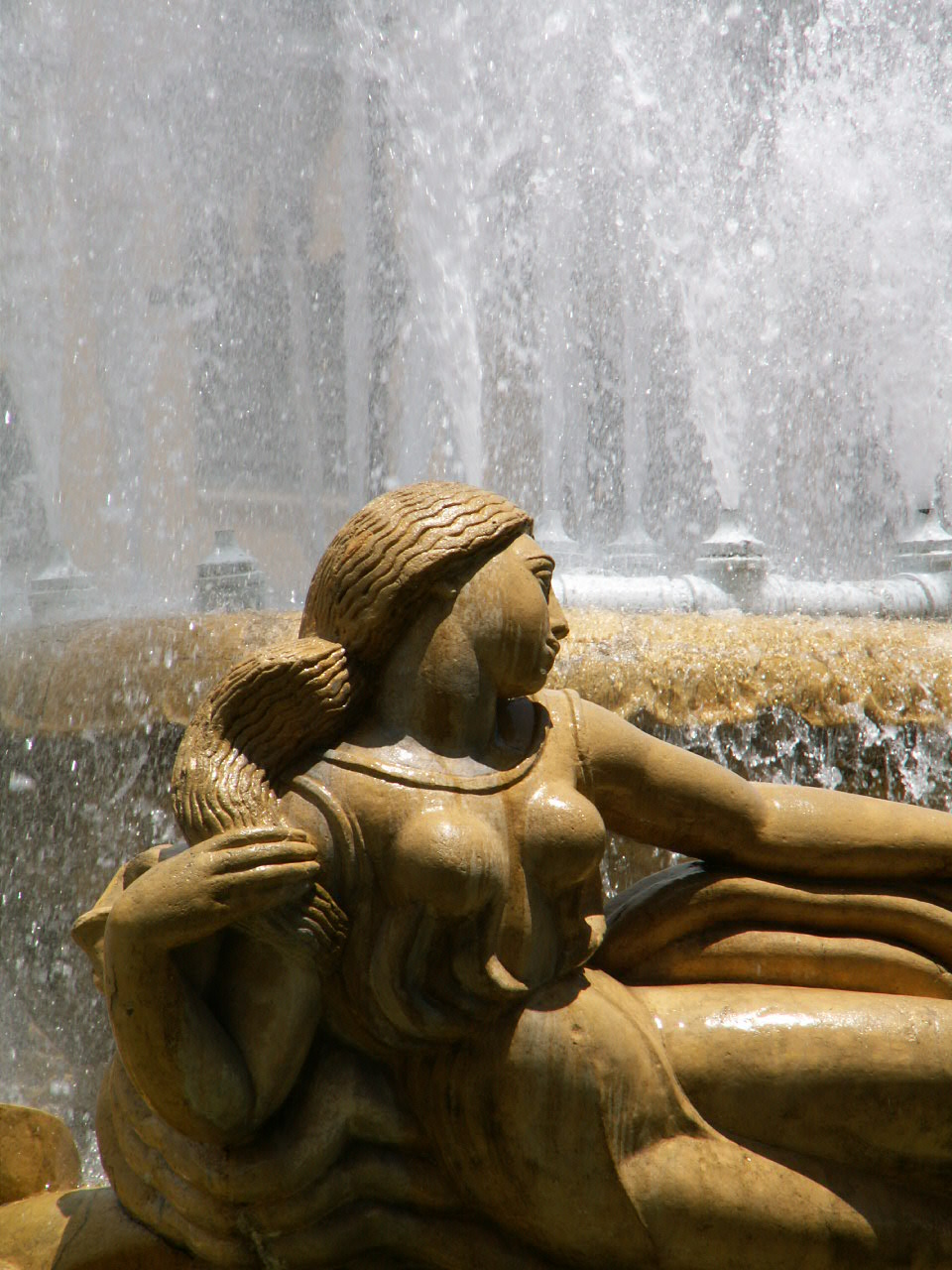
sculptuur van de fontein Las Toninas, Plaza O'Leary in Caracas

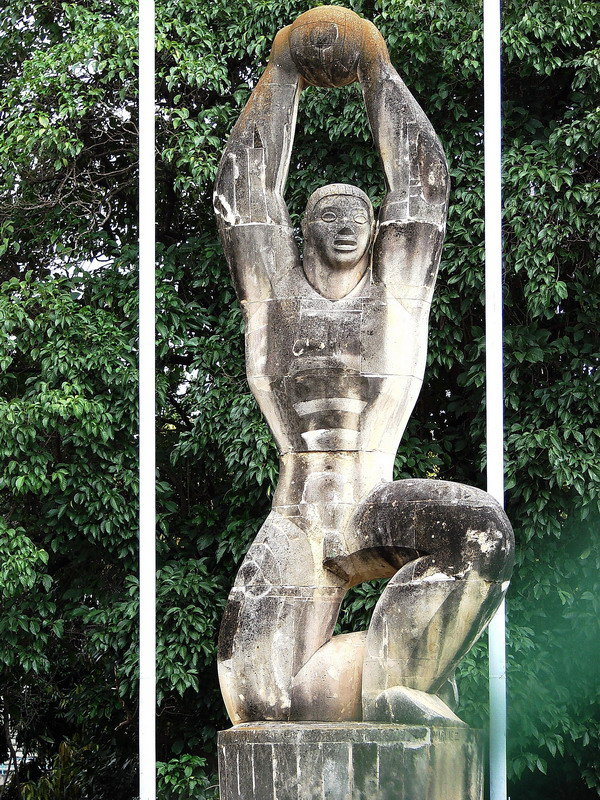
El Atleta in Caracas

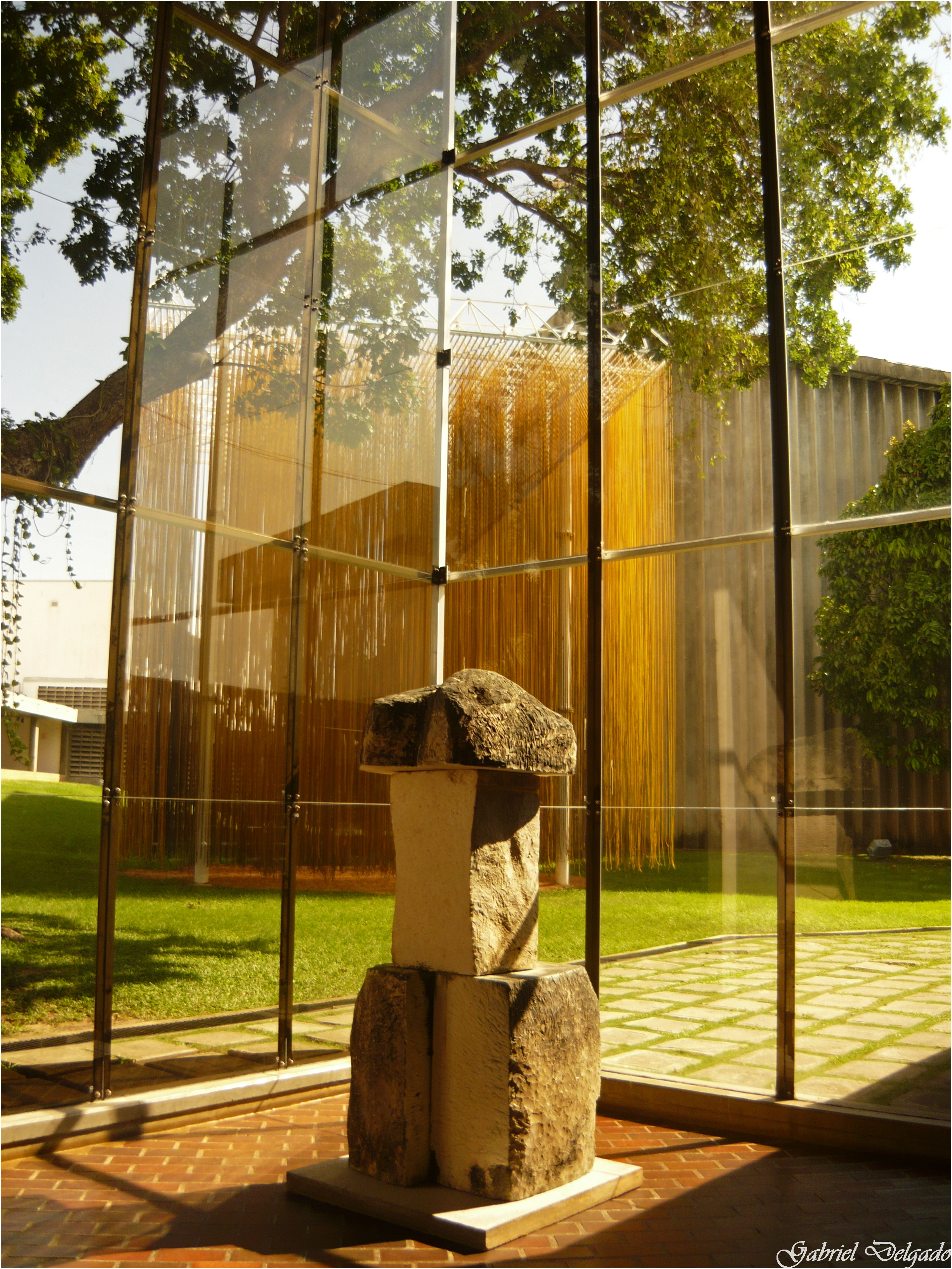
Sculptuur Narváez Museo Jesús Soto met op de achtergrond een installatie van Jesús Rafael Soto

Francisco Narváez (Porlamar, 4 oktober 1905 – Caracas, 13 juli 1982) was een Venezolaanse schilder en beeldhouwer.

## Leven en werk
Francisco José Narváez werd geboren op het eiland Isla Margarita in de Venezolaanse staat Nueva Esparta als zoon van de schrijnwerker en restaurateur José Lorenzo Narváez. Vanaf 1908 woonde de familie in Carúpano in de staat Sucre, waar Francisco van 1912 tot 1921 zijn vader assisteerde in de werkplaats. Francisco was reeds op jonge leeftijd geïnteresseerd in het werken aan heiligenbeelden en allegorische voorstellingen in de kerk waar zijn vader de reconstructie en restauratie van het kerkinterieur op zich had genomen, de San José de Orocual.
Van 1922 tot 1927 werd hij opgeleid in de traditionele beeldhouwkunst naar model en schilderkunst aan de Academia de Bellas Artes en de Escuela de Artes Plásticas in Caracas. Narváez trok in 1928 naar Parijs, waar hij studeerde aan de gerenommeerde Académie Julian en in aanraking kwam met de moderne kunst en de kunstenaars Amedeo Modigliani, Raoul Dufy en Moise Kisling.
In 1931 keerde hij terug in Venezuela, waar hij een eigen atelier opende en als beeldhouwer snel tot de avant-garde behoorde. Hij ging samenwerken met de architect Carlos Raúl Villanueva. Tot de gezamenlijk uitgevoerde werken behoren onder andere de heraanleg van het Parque Carabobo, de herinrichting van de Plaza O'Leary in Caracas en Narváez maakte de reliëfs van de nieuwbouw van zowel het Museo de Bellas Artes de Caracas als het Museo de Ciencias de Caracas.
In 1939 verzorgde Narvaéz de decoratie van het Venezolaanse paviljoen op de Wereldtentoonstelling in New York, de New York World's Fair (1939).

## Ciudad Universitaria de Caracas
Bij de bouw van de Ciudad Universitaria de Caracas, de campus van de Universidad Central de Venezuela (UCV), behoorde Narváez tot de selecte groep Venezolaanse en internationale beeldhouwers en schilders, die door Villanueva werd uitgenodigd een bijdrage te leveren aan dit samenwerkingsproject van architecten en kunstenaars (in 2000 opgenomen in de werelderfgoedlijst van de UNESCO). Narváez creëerde onder andere de sculpturen El Atleta, La Educación en La Ciencia. 
Vanaf het begin der vijftiger en gedurende de zestiger jaren veranderde zijn stijl van figuratief in een meer geabstraheerde stijl (Figura). In de zeventiger en aanvang tachtiger jaren (tot zijn dood in 1982) werkte Narváez volledig abstract (Volumen) en en taille directe.
In 1954 vertegenwoordigde Narváez zijn land tijdens de Biënnale van Venetië en exposeerde hij naast kunstenaars als Pablo Picasso en Henri Matisse met tien Venezolaanse kunstenaars tijdens de Salon de Mai in Parijs. In 1955 nam hij deel aan de Biënnale van São Paulo in Brazilië. Narváez exposeerde onder andere in Londen, New York, Madrid en Parijs.
In zijn geboortestad Porlamar is sinds 1979 een museum gevestigd dat zijn naam draagt: Museo de Arte Contemporánea Francisco Narváez. De nalatenschap van deze belangrijke Venezolaanse kunstenaar wordt beheerd door de Fondacion Francisco Narváez.

## Werken (selectie)
- 1931-1939: Las Toninas, beelden van de fontein op de Plaza O'Leary in Caracas en de gevelreliëfs van het Museo de Bellas Artes de Caracas en het Museo de Ciencias de Caracas
- 1949 : Fermín Toro, Liceo Fermín Toro
- 1950 : 3 muurschilderingen in het Instituto de Medicina Experimental, een fresco in de Capilla de la Morgue en de sculpturen La Educación en La Sciencia voor de Ciudad Universitaria de Caracas van de UCV
- 1951 : El Atleta, voor het Stadium Olímpico van de UCV in Caracas
- 1952 : Ruiterstandbeeld General Rafael Urdaneta, vervaardigd in Pistoia (Italië)
- 1953 : bronzen reliëf José Gregorio Hernández voor de UCV en een sculptuur La Maternidad voor het Museo de Arte in Maracay
- 1954 : La Cultura, UCV in Caracas
- 1955 : Torso Femenino, Jardín Botanaica UCV in Caracas
- 1966 : La Figura Acéfala, Banco Central de Venezuela in Caracas
- 1967 : La Forma Horizontal, UCV in Caracas en La Ronda in Porlamar
- 1968 : La Virgen de Coromoto bestemd voor de Basilica Santuario de Nazaret in Israël
- 1969 : La Maternidad, Casa de la Cultura in Maracay
- 1970 : La Figura con niño, Instituto Educacionales Associados El Peñon
- 1971 : Dos Volúmenes Verticales y Uno Horizontal, Boulevard Guevara in Porlamar
- 1973 : sculptuur ter gelegenheid van de opening van het Museo de Arte Moderno Jesús Soto in Ciudad Bolívar (Venezuela)
- 1977 : Estela, Boulevard Raúl Leoni in Caracas
- 1981 : El Gran Volumen, La Energia, Refinería de Amuay in Judibana in de staat Falcón
- 1982 : Armonía de Volúmenes en el Espacio, Plaza Francisco Narváez (metrostation La Hoyada) in Caracas
- 1986 (postuum) : afgietsel in brons van de buste José Maria Vargas voor de UCV in Caracas